# 薛玉洋
薛 玉洋（日本語: せつ ぎょくよう、英語: Xue Yuyang、1982年10月4日 - ）は、中華人民共和国のプロバスケットボール選手である。中国男子プロバスケットボールリーグ1部CBAの新疆フライングタイガース所属。河南省焦作市出身。213cm、120kg。ポジションはパワーフォワード。

## 来歴
中国プロバスケットボールリーグ（CBA）の吉林ノースイーストタイガースでプロデビュー。
香港フライングドラゴンズ在籍中の2003年、NBA、ダラス・マーベリックスにドラフト全体57位指名を受けるが、直後にデンバー・ナゲッツにトレードされた。しかしCBAからの反対に遭いNBAでのプレーは叶わなかった。
2005-06シーズンからは新疆フライングタイガースでプレーしている。